# Theridion tenuissimum
Theridion tenuissimum är en spindelart som beskrevs av Tamerlan Thorell 1898. Theridion tenuissimum ingår i släktet Theridion och familjen klotspindlar.
Artens utbredningsområde är Myanmar. Inga underarter finns listade i Catalogue of Life.